# 均安蒸豬
均安蒸豬是一道著名順德菜，源自順德均安鎮，只用於宴會，以50-100公斤的小豬全豬拆骨，用酒、鹽、五香粉和一些中藥香料醃過，放入杉木製蒸箱用大火蒸熟，撒上芝麻即成。因為用的是小豬，所以皮比較厚而脂肪部份不會太膩，肉感也不會太澀，比較清甜，吃的時候配上鹽蔥醬，口味比較純粹的農家手工菜，是辦村宴等大場合必備的菜肴。